# Groß Kiesow
Groß Kiesow (pol. Skiszów) – gmina w Niemczech, w kraju związkowym Meklemburgia-Pomorze Przednie, w powiecie Vorpommern-Greifswald, wchodzi w skład Związku Gmin Züssow.  

## Transport
Znajduje się tutaj przystanek kolejowy Groß Kiesow.